# Carpet

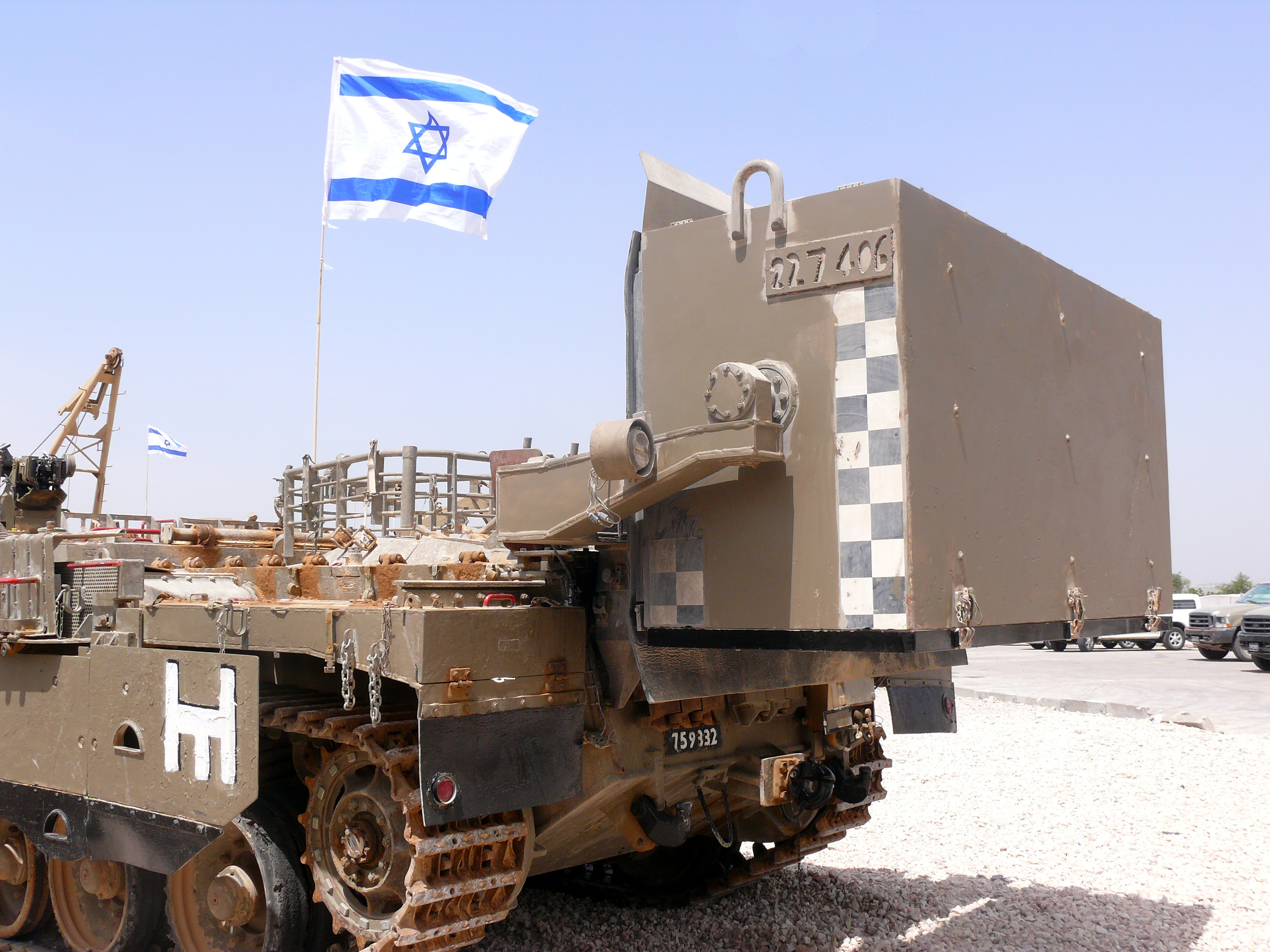
Wyrzutnia rakiet zamontowana na pojeździe inżynieryjnym Puma

Carpet (ang. Combat Area Route-Proving and Enhancing System), w Izraelu znany pod nazwą Ricuf  (hebr. רִצּוּף, dosł. posadzka, bruk) – izraelski rakietowy system rozminowywania oraz unieszkodliwiania improwizowanych ładunków wybuchowych zaprojektowany i produkowany przez izraelskie przedsiębiorstwo zbrojeniowe Rafael.
System używany jest przez Francuskie Siły Zbrojne (na wyposażeniu pojazdu inżynieryjnego Engin Blindé du Génie) i Siły Obronne Izraela (pojazdy Puma i Namer).

## Opis konstrukcji
Carpet to rakietowy system rozminowywania i unieszkodliwiania improwizowanych ładunków wybuchowych, który może rozminować korytarz o długości 100 metrów i szerokości 6–8 m . Składa się z wyrzutni mieszczącej 20 pocisków rakietowych, którą można zamontować na tyle pojazdu lub na jakiejkolwiek innej platformie przenoszącej. Obsługę systemu stanowią dwie osoby mogące obsługiwać Carpet zdalnie. Masa wyrzutni to 3,05 tony, a jej wymiary z mocowaniem wynoszą 3 m×2 m×1,32 m.
Odpalenie pocisków może odbyć się na trzy sposoby: automatyczny (wcześniej zaprogramowany), półautomatyczny lub manualny (pojedynczo).
Efektorami systemu Carpet są pociski rakietowe z głowicą termobaryczną (ang. fuel–air explosive, FAE). W miejscu eksplozji pocisk rozpyla paliwo, tworząc nad obszarem pola minowego chmurę paliwowo-powietrzną, której detonacja wytwarza impuls inicjujący wybuch min znajdujących się w pobliżu . Głowica pocisku zawiera płynne paliwo, które jest łatwopalne, ale nie wybuchowe. Dzięki temu ewentualne trafienie w wyrzutnię nie stanowi dużego zagrożenia dla pojazdu lub żołnierzy dookoła. Jeden pocisk rakietowy waży 46 kilogramów. Jego długość to 1390 milimetrów, a średnica zewnętrzna 265 mm. Zasięg pocisku to 65–165 m. Według danych producenta rozminowanie może nastąpić w jedną minutę.

## Użytkownicy

### Siły Obronne Izraela

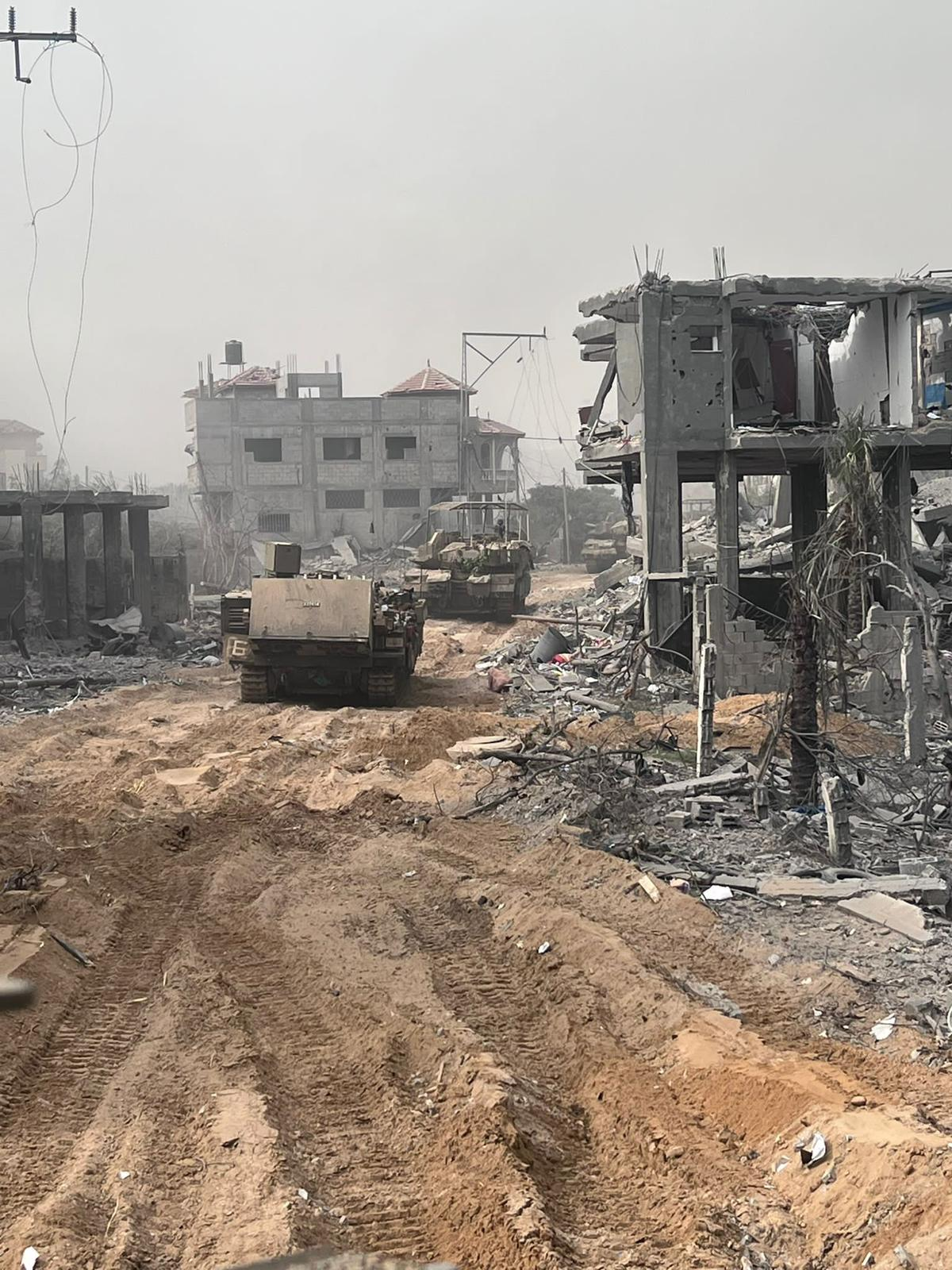
Pojazd Puma z systemem Carpet podczas lądowej operacji „Żelazne Miecze” w Strefie Gazy (2023)

Pierwsze użycie systemu Carpet przez izraelską armię miało miejsce w 2006 roku podczas II wojny w Libanie . Wówczas wykorzystywano go do niszczenia umocnień Hezbollahu, rozminowywania, a także do zniszczenia pojazdu . Carpet był użyty także podczas operacji „Ochronny Brzeg” w 2014 roku w Strefie Gazy . System jest używany przez izraelskie wojsko podczas lądowej operacji „Żelazne Miecze” w Strefie Gazy. Według doniesień jest wykorzystywany do niszczenia tuneli oraz innych umocnionych pozycji Hamasu.
System jest montowany z tyłu pojazdów Namer i Puma .

### Francuskie Siły Zbrojne
W 2007 roku wojsko francuskie miało zacząć wyposażać pojazdy inżynieryjne Engin Blindé du Génie (EBG) w Carpet w ramach pirotechnicznego systemu usuwania min przeciwpancernych SDPMAC (fr. système de déminage pyrotechnique pour mines anti char). W 2023 roku rozpoczęto testy kwalifikacyjne wszystkich pojazdów wyposażonych w Carpet.